# Тюдор Діксон
Тюдор Діксон (англ. Tudor Dixon, уродж. Makary; нар. 5 травня 1977) — американська підприємиця та консервативна політична оглядачка. Членкиня Республіканської партії, Діксон був кандидаткою від партії на посаду губернатора Мічигану на виборах 2022 року. Вона поступилася чинній губернаторці-демокраці Гретхен Вітмер з відривом в 10,6 відсоткових пунктів.

## Ранні роки і освіта
Діксон виросла в Непервіллі, штат Іллінойс, донькою Вона Мекері (англ. Vaughn Makary; помер у 2022 році) і Кетрін Мекері. Закінчила Центральну середню школу Нейпервілла в 1995 році. Вона частково ліванського походження.
У 1998 році Діксон здобула ступінь бакалавра мистецтв за спеціальністю психологія в Університеті Кентуккі. У 2000-х роках вона переїхала до Маскігону на заході Мічигану.

## Кар'єра
До своєї кар'єри в ЗМІ Діксон була керівницею сталеливарного заводу свого батька. Вона коротко знімалася наприкінці 2000-х і на початку 2010-х, з'явившись у веб-серіалі про вампірів Transitions: The Series і малобюджетному фільмі жахів Buddy BeBop vs the Living Dead. У 2017 році Діксон була співзасновницею Lumen Student News, нині неіснуючого новинного сайту, який випускав соціально консервативні уроки для учнів початкової школи.

### Консервативна коментаторка
У 2018 році вона стала консервативною коментаторкою, ведучою щотижневої програми America's Voice Live на інформаційному телеканалі Real America's Voice. Деякі коментарі Діксон були про те, що хіджаби є пригноблюючим одягом і що іранські батьки вбивають дочок, які одружуються без дозволу батьків. Вона також захищала використання коміками блекфейсу.
Після перемоги Джо Байдена на президентських виборах у США у 2020 році Діксон сприяла спробам Дональда Трампа скасувати вибори. У травні 2022 року під час республіканських дебатів вона підтвердила свою віру в те, що Трамп є законним переможцем виборів 2020. Пізніше того ж року вона нічого не відповіла, коли її запитали, чи були вкрадена перемога Трампа на президентських виборах 2020 року.

## Кандидатство у губернатори штату Мічиган у 2022 році

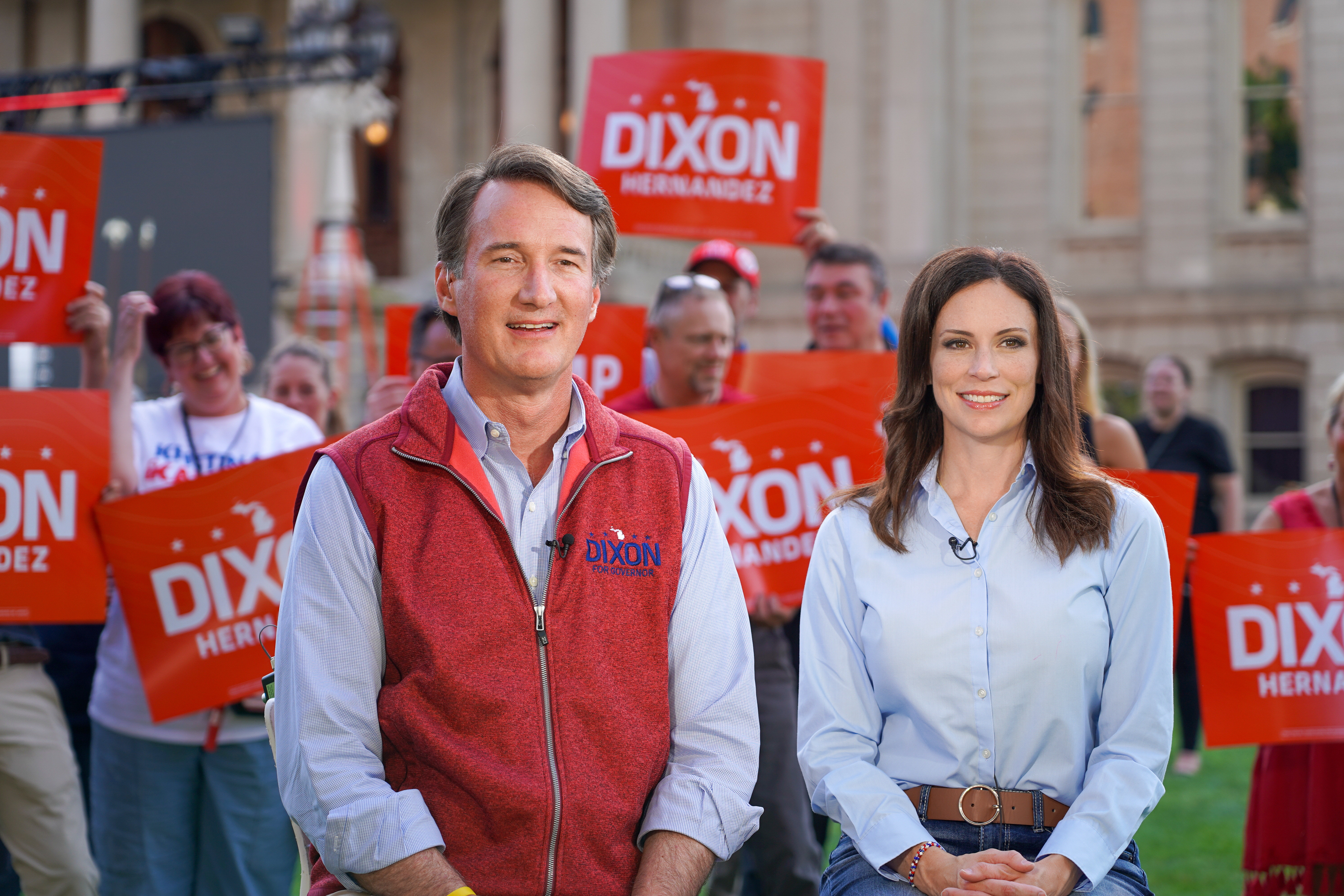
Діксон проводить кампанію з губернатором Вірджинії Гленном Янгкіним

У травні 2021 року Діксон оголосила про висунення своєї кандидатури від Республіканської партії на посаду губернатора Мічигану на виборах 2022 року, намагаючись кинути виклик чинній губернаторці демократу Гретхен Вітмер. Під час праймеріз Республіканської партії в липні 2022 року Діксон пообіцяла лояльність Трампу. Під час дебатів у травні 2022 року на запитання «чи вірите ви, що Дональд Трамп законно виграв вибори 2020 року в Мічигані?», Діксон відповіла «Так». У наступних появах у ЗМІ Діксон не сказала, чи вона все ще дотримується цієї точки зору.
Трамп підтримав Діксон після того, як колишня міністриня освіти в адміністрації Трампа Бетсі ДеВос написала листа колишньому президенту з проханням підтримати Діксон, яку ДеВос назвала «єдиною, хто може протистояти» Вітмер. У серпні 2022 року Діксон виграла праймеріз Республіканської партії.
Діксон підтримали Трамп, родина ДеВос, колишній виконуючий обов'язки директора національної розвідки Річард Греннелл, член Палати Представників від 2-го виборчого округу Мічигану Білл Г'юзенга та колишня членкиня Палати Представників від Демократичної партії від 2-го виборчого округу Гаваїв Тулсі Габбард.
На загальних виборах Діксон програла, отримавши «майже на вісім відсоткових пунктів менше, ніж результат республіканців на загальнонаціональних виборах, що відбувалися в Мічигані того ж дня», за словами Пола Кордеса, голови штабу Республіканської партії Мічигану . 9 листопада вона зателефонувала губернаторці Вітмер, щоб визнати свою поразку у перегонах.

## Політичні позиції

### Аборти
Діксон підтримує заборону на всі аборти, за винятком випадків, коли це необхідно для порятунку життя вагітної жінки, і виступає проти будь-яких винятків для зґвалтування чи інцесту. Вона також сказала, що не вважає здоров'я жінки достатньою причиною, кажучи, що «здоров'я матері та життя матері це різні речі». В одному з інтерв'ю вона описала приклад 14-річної дівчини, яку зґвалтував її дядько, як «ідеальний приклад» аборту, який, на її думку, слід заборонити, додавши: «Життя для мене є життям». У наступних інтерв'ю вона повторила своє переконання, що не повинно бути винятків для жертв зґвалтування та інцесту.

### Освіта
Діксон планує відкрити освітні ощадні рахунки, на яких учні можуть використовувати кошти для навчання в різних школах. З метою створення освітніх ощадних рахунків вона закликала скасувати конституційне положення штату Мічиган, яке забороняє державне фінансування приватних шкіл. Сім'я ДеВос поділяє цю кінцеву мету, яку вона відстоює роками.
Діксон запропонувала закон, який забороняє вчителям говорити про сексуальну орієнтацію чи гендерну ідентичність з учнями молодшого шкільного віку. Вона закликала піти у відставку керівника Департаменту освіти Мічигану через навчальні матеріали ЛГБТ, заявивши, що «наші школи є лабораторіями для їхніх соціальних експериментів, а наші діти — їхніми лабораторними щурами».
У червні 2022 року Діксон виступила на підтримку законопроекту, який забороняє дрег-квін шоу в державних школах і дозволяє батькам і опікунам подавати до суду на школи, які проводять дрег-квін шоу. Критики наголошували на відсутності доказів проведення таких заходів у школах штату Мічиган, і вони вказували на те, що дрег-квін шоу не було визначено в законопроекті.

### Рівні права
Діксон зробила публічні коментарі, які були засуджені як расистські журналістами і активістами, наприклад, назвавши хіджаби репресивним одягом і захищаючи використання блекфейсу. Вона вважає, що «Плановане батьківство» має на меті контроль над темношкірим населенням і що протести через убивство Джорджа Флойда були частиною плану демократів знищити Дональда Трампа, який журналісти вважають теорією змови. Під час своєї кампанії на посаду губернатора Діксон зробила гендерні нападки, припустивши, що її опонентка не є «справжньою жінкою».

### Податково-бюджетна політика
Діксон підтримує зниження податків, особливо шляхом скасування діючого у штаті Мічиган фіксованого податку на прибуток в розмірі 4,25 %, що становить одну шосту частину доходів загального бюджету штату. Її план компенсації доходів, втрачених через зниження податків, спирається на туристів з інших штатів. Діксон пообіцяла не скорочувати фінансування поліції. Діксон розкритикувала Гретхен Вітмер за її наказ закрити лінію 5 трубопроводу, стверджуючи, що закриття призведе лише до підвищення цін на енергоносії. Вона також критикувала політику Вітмер щодо будинків престарілих під час пандемії COVID-19. Діксон, чия бабуся померла в будинку престарілих під час пандемії, звинуватила Вітмера в тому, що нею «керує страх».

### Політика голосування
Діксон підтримує Мічиганську ініціативу ідентифікації виборців. Якщо ініціатива буде прийнята, для голосування вимагатиметься державне посвідчення особи, буде припинено надсилання непроханих заявок на відкріпні талони, скасовано урни для збору бюлетенів, заборонено збирання бюлетенів, обмежено державне фінансування витрат на вибори та посилено покарання за фальсифікації виборів. Діксон також закликала провести аудит результатів виборів 2020 року в Мічигані.

## Особисте життя
Діксон одружена з Аароном Вільямом Діксоном, фінансовим контролером, і вони мають чотирьох дочок. Вона пережила рак молочної залози, діагностований у 2015 році.
Діксон є євангельською християнинкою.
Діксон вважає акторство своїм хобі і знімається в малобюджетних фільмах жахів.